# 小田村 (岡山県苫田郡)
小田村（おだそん）は、岡山県苫田郡にあった村。
現在の苫田郡鏡野町小座、上森原、下森原、塚谷、馬場に当たる。

## 沿革
- 1889年6月1日 - 町村制施行に伴い、西西条郡 小座村、上森原村、下森原村、塚谷村、馬場村が合併し、小田村となる。大字上森原に役場を置く。
- 1900年4月1日 - 西西条郡が西北条郡、東南条郡、東北条郡と合併し、苫田郡となる。
- 1952年11月10日 - 大野村、香々美北村、香々美南村、中谷村、芳野村と合併、鏡野町となる。

## 地名の読み方
- 小座（おざ）
- 上森原（かみもりばら）
- 下森原（しももりばら）
- 塚谷（つかだに）
- 馬場（ばば）

## 郵便番号 (現在)
- 708-0361 苫田郡鏡野町上森原
- 708-0362 （苫田郡鏡野町貞永寺） → 大野村
- 708-0363 苫田郡鏡野町小座
- 708-0364 苫田郡鏡野町下森原
- 708-0365 苫田郡鏡野町塚谷
- 708-0366 苫田郡鏡野町馬場